# Оуржедник, Патрик
Патрик Оуржедник (чеш.  Patrik Ouředník, фр.  Patrick Ourednik, 23 апреля 1957, Прага) — чешский поэт, прозаик, переводчик, с 1984 г. живет во Франции, пишет на чешском и французском языках.

## Биография
Родился в 1957 году в Праге в семье чешского врача и французской учительницы. В 70-е гг. участвовал в работе чехословацкого общественного объединения «Джазовая секция». В 1979 г. подписал петицию Комитета по защите несправедливо преследуемых за освобождение политических заключенных в Чехословакии, что закрыло ему доступ к высшему образованию. В связи с этим сменил ряд профессий: работал помощником книготорговца, архивариусом, кладовщиком, санитаром, почтальоном, рабочим и др. Параллельно активно занимался шахматами. В 1984 г. переехал во Францию, где живет до сих пор. Там сначала работал консультантом по игре в шахматы, позднее — библиотекарем. Прослушал курсы французской литературы, истории идей и истории религиозного мировоззрения. В 1986—1998 был редактором и руководителем литературной рубрики в поквартальном журнале L’Autre Europe, посвященном восточноевропейским проблемам. В 1992 г. выступил инициатором учреждения Свободного университета, где в 1995—2010 читал лекции.
Его чешскоязычные статьи на литературные и социально-культурные темы публиковали в эмигрантском поквартальном журнале Svědectví, задачей которого было не только информировать о ситуации в Чехословакии, но и стать мостом между чехословацкими эмигрантами и чехословацкой оппозицией, а также в журнале 150 000 slov. На французском он писал для таких изданий, как L’Autre Europe, La Nouvelle alternative, Lettre internationale, Liber, Cadmos. После 1989 г. статьи Патрика Оуржедника стали появляться в чешской печати (Respekt, Nová Přítomnost, Kritická příloha, Souvislosti, Prostor, Aluze aj.). В 2003—2007 гг. он курировал в чешском издательстве Paseka серию, посвященную чешскому языку.
Как переводчик Патрик Оуржедник дебютировал в самиздате еще в 1978 г. с текстами Бориса Виана. Однако его первым официально опубликованным переводом стали тексты бельгийского франкоязычного автора Жака Бреля, которые вышли в 1984 г. в чехословацком журнале Světová literatura.
Свои собственные произведения Патрик Оуржедник стал печатать уже после переезда во Францию. Чешский читатель его знает, в первую очередь, как автора словаря «нестандартного» чешского языка (1988 г.). Особой популярностью пользуется его книга «Европеана: Краткая история XX века» (2001 г.), которая была переведена на 29 языков, став, таким образом, самой переводимой чешской книгой среди тех, что были изданы после 1989 г.

## Творчество
Переводит французскую литературу (Рабле, Жарри, Жак Ваше, Кено, Беккет, Мишо, Борис Виан, Мишель Бютор, Жак Брель и др.) на чешский язык, чешских писателей (Ванчура, Голан, Грабал, Скацел, Забрана, Голуб, Верниш и др.) — на французский. В собственном творчестве тяготеет к языковому эксперименту, абсурдистскому взгляду на мир.
Наибольшую известность приобрела его гротескная история XX в. «Европеана» (2001), названная известной чешской газетой Lidové noviny книгой года и переведенная с тех пор более чем на 20 языков мира. Многие из других его книг также переведены на ряд европейских языков.

## Произведения
- Šmírbuch jazyka českého. Slovník nekonvenční češtiny (1988, переизд. 1992, 2005)
- Anebo (1992, стихотворения)
- O princi Čekankovi, jak putoval za princeznou, a o všelijakých dobrodružstvích, která se mu přitom přihodila (1993, переизд. 2008)
- Aniž jest co nového pod sluncem. Slova, rčení a úsloví biblického původu (1994, переизд. 2010)
- Rok čtyřiadvacet (1995, переизд. 2002)
- Neřkuli (1996, стихотворения)
- Hledání ztraceného jazyka (1997)
- Europeana. Stručné dějiny dvacátého věku (2001, переизд. 2003, переизд. 2006, переизд. 2012)
- Dům bosého (2004, стихотворения)
- Příhodná chvíle, 1855 (2006)
- Ad acta (2006, переизд. 2016)
- Utopus to byl, kdo učinil mě ostrovem (2010)
- Dnes a pozítří (2012)
- Svobodný prostor jazyka (2013)
- Histoire de France. À notre chère disparue (2014)
- La fin du monde n'aurait pas eu lieu (2017)
- Antialkorán aneb Nejasný svět T.H. (2017)
- Konec světa se prý nekonal (2018)

## Публикации на русском языке
- Европеана: Краткая история XX века. СПб.: Издательство Ивана Лимбаха, 2006